# Gottlieb Wilhelm Bischoff
Gottlieb Wilhelm Bischoff (21. května 1797 Bad Dürkheim – 11. září 1854 Heidelberg) byl německý botanik a vysokoškolský profesor.

## Život a kariéra
Bischoff studoval botaniku v Kaiserslauternu u Wilhelma Kocha. Od roku 1821 navštěvoval univerzitu v Erlangenu. Roku 1824 nastoupil jako učitel v Heidelbergu, habilitoval zde roku 1825, od roku 1833 byl profesor botaniky; v roce 1839 se stal ředitelem botanických zahrad. K jeho žákům patřil také Georg Engelmann.
Bischoff se věnoval systematice a reprodukci tajnosnubných rostlin a napsal mnoho ceněných prací o játrovkách, parožnatkách a cévnatých rostlinách. Stejně jako Goethe ve svých morfologických studiích vyřadil list z rostlinných orgánů.

## Dílo
- Handbuch der botanischen Terminologie und Systemkunde (1830 bis 1844)
- Lehrbuch der allgemeinen Botanik (1834-1840)
- Wörterbuch der beschreibenden Botanik (1839)
- Medizinisch-pharmazeutische Botanik (1843)
- Die Botanik in ihren Grundrissen und nach ihrer historischen Entwicklung (1848)
- Beiträge zur Flora Deutschlands und der Schweiz (1851)